# Kenny Garrett
Kenny Garrett (Detroit, 9 ottobre 1960) è un sassofonista e flautista statunitense di musica jazz.
Suo padre era un carpentiere con l'hobby per il sassofono tenore, che trasmise la passione per gli strumenti a fiato al figlio che scelse come strumenti preferiti, però, il soprano ed il contralto. Dopo anni di studio la carriera di Kenny decolla quando si unisce all'orchestra di Duke Ellington nel 1978, guidata, a quel tempo, dal figlio di Duke, Mercer Ellington. 
Tre anni dopo si unisce all'orchestra di Mel Lewis e successivamente al quartetto di Dannie Richmond facendo musica di Charles Mingus. La sua esperienza con Miles Davis, in quegli anni, completa la sua crescita e lo porta, nel 1984, a registrare il suo primo album come leader, Introducing Kenny Garrett. 
Nel 1995 collabora con il DJ-Rapper americano Guru, ex membro del duo hip-hop Gang Starr, nell'album Jazzmatazz vol. II : The New Reality. 
Il disco riunisce numerosi artisti di fama internazionale provenienti da generi come blues, jazz e soul-funk: il cantante Jason Kay e il bassista Stuart Zender dei Jamiroquai, il trombettista Donald Byrd, il chitarrista e produttore Ronny Jordan, il pianista Ramsey Lewis, il trombettista Freddie Hubbard, il sassofonista Branford Marsalis, la cantante Meshell Ndegeocello e molti altri.
Dall'inizio della sua carriera ha inciso 11 album come leader ed ha avuto numerose nomination al Grammy.
Durante la sua carriera ha suonato e inciso con grandi personaggi del jazz come Miles Davis, Freddie Hubbard, Woody Shaw, McCoy Tyner,  Chick Corea, Pharoah Sanders, Brian Blade, Marcus Miller, Herbie Hancock, Bobby Hutcherson, Ron Carter, Elvin Jones, Kenny Kirkland, and Mulgrew Miller.

## Discografia

### Come solista
- Do Your Dance!, 2016
- Pushing the World Away, 2013
- Seeds from the Underground, 2012
- Sketches of MD: Live at the Iridium, 2008
- Beyond the Wall, 2006
- Standard of Language, 2003
- Happy People, 2002
- Old Folks, 2001
- Simply Said, 1999
- Songbook, 1997
- Pursuance: The Music of John Coltrane, 1996
- Triology, 1995
- Stars & Stripes Live, 1995
- Threshold, 1994
- Black Hope, 1992
- African Exchange Student, 1990
- Prisoner of Love, 1989
- Gale Wheel, 1988
- Introducing Kenny Garrett, 1984

### Principali collaborazioni
Geri Allen
- The Nurturer, 1991

Art Blakey
- Feeling Good, 1986

Miles Davis
- Amandla, 1989
- Miles & Quincy Live at Montreux, 1991
- Live Around the World, 1996

Marcus Miller
- The Sun Don't Lie, 1993
- Tales, 1995
- Live & More, 1998
- M², 2001
- Panther/Live, 2004
- Dreyfus Night in Paris, 2004 (concerto registrato nel 1994, con Michel Petrucciani, Biréli Lagrène e Lenny White)

Woody Shaw
- Solid, 1986

Guru
- Jazzmatazz, Vol.2: The New Reality, 1995

Meshell Ndegeocello
- The Spirit Music Jamia: Dance of the Infidel, 2005

Mike Clark
- The Funk Stops Here, 1992